# Rhododendrons in which is set forth an account of all species of the genus Rhododendron (including Azaleas) and the various hybrids
Rhododendrons in which is set forth an account of all species of the genus Rhododendron (including Azaleas) and the various hybrids (abreviado Rhododendrons) es un libro con ilustraciones y descripciones botánicas que fue escrito por el pintor, naturalista, jardinero y escritor de viajes inglés John Guille Millais y publicado en Londres en el año 1917.